# Паметник костница (Куманово)
Вижте пояснителната страница за други значения на Паметник костница.
Паметникът костница (на македонска литературна норма: Спомен-костурница) е мемориален комплекс в град Куманово, Северна Македония. Обявен е за културно наследство на страната.

## Местоположение
Паметникът е разположен на хълм, непосредствено северно от града.

## История
Костницата е изградена в 1957 година по повод 11 октомври, деня на честването на така нареченото въстание във Вардарска Македония. Дело е на архитекта Коста Зордумис и на скулптора Сретен Стоянович. Състои се от обелиск и костници, в които са положени останките от загиналите комунистически партизани от Куманово и Кумановско.